# Кавказский пленник (фильм, 1996)
«Кавказский пленник» — художественный фильм режиссёра Сергея Бодрова по мотивам одноимённого рассказа Льва Толстого, совместное производство России и Казахстана. В 1997 году был номинирован на премии «Оскар» и «Золотой глобус» в категории «Лучший фильм на иностранном языке».

## Сюжет
Действие происходит во время Первой чеченской войны. Прапорщик Саша и рядовой Иван (Ваня) Жилин попадают в плен к жителю отдалённого горного аула Абдул-Мурату. Скованные одной цепью, двое таких непохожих человека постепенно начинают воспринимать друг друга. Сын Абдул-Мурата находится в плену у российских солдат, и старик хочет договориться с комендантом лагеря об обмене пленными. Но обмен не состоится. Саша будет убит после неудачной попытки побега. Сын Абдул-Мурата тоже погибнет. Казалось бы, смерть суждена и Жилину...

## В ролях
- Олег Меньшиков — прапорщик Саша
- Сергей Бодров-младший — рядовой Иван Жилин
- Сусанна Мехралиева — Дина
- Джемал Сихарулидзе — Абдул-Мурат
- Александр Буреев — Хасан
- Валентина Федотова — мать Жилина
- Алексей Жарков — Маслов
- Евдокия Вишнякова — медсестра

## История съёмок
Фильм снимался в Дагестане и Казахстане. В частности, съёмки проходили в селе Рича Агульского района, селе Марага Табасаранского района, а также в старой части города Дербента. Сцену отдыха горцев и приготовление шашлыков снимали у Хучнинского водопада (Табасаранский район).

## Саундтрек
- песня «Go Down Moses» (исполняет Луи Армстронг)
- марш «Прощание славянки»
- песня «Синий платочек»
- вальс «На сопках Маньчжурии» (исполняет Иван Козловский)
- «Песня о погибшем брате» (музыка и слова Раджаба Раджабова)

## Награды и номинации
- 1997 — премия «Ника» в категории: «Лучший игровой фильм», «Лучшая режиссёрская работа», «Лучший сценарий», «Лучшая операторская работа», «Лучшая мужская роль»
- 1997 — номинация на премию «Оскар» в категории «Лучший фильм на иностранном языке»
- 1997 — номинация на премию «Золотой глобус» в категории «Лучший фильм на иностранном языке»
- 1997 — номинация на премию «Спутник» в категории «Лучший фильм на иностранном языке»
- 1996 — премия «Кинотавр» в категории «Лучший актёр» (разделили Олег Меньшиков и Сергей Бодров (младший)
- 1996 — премия Европейской киноакадемии за «Лучший сценарий»
- 1996 — премия «Хрустальный глобус» кинофестиваля в Карловых Варах — Сергей Бодров (старший)
- 1996 — приз ФИПРЕССИ Каннского кинофестиваля